# نظرية تفاوض الوجه

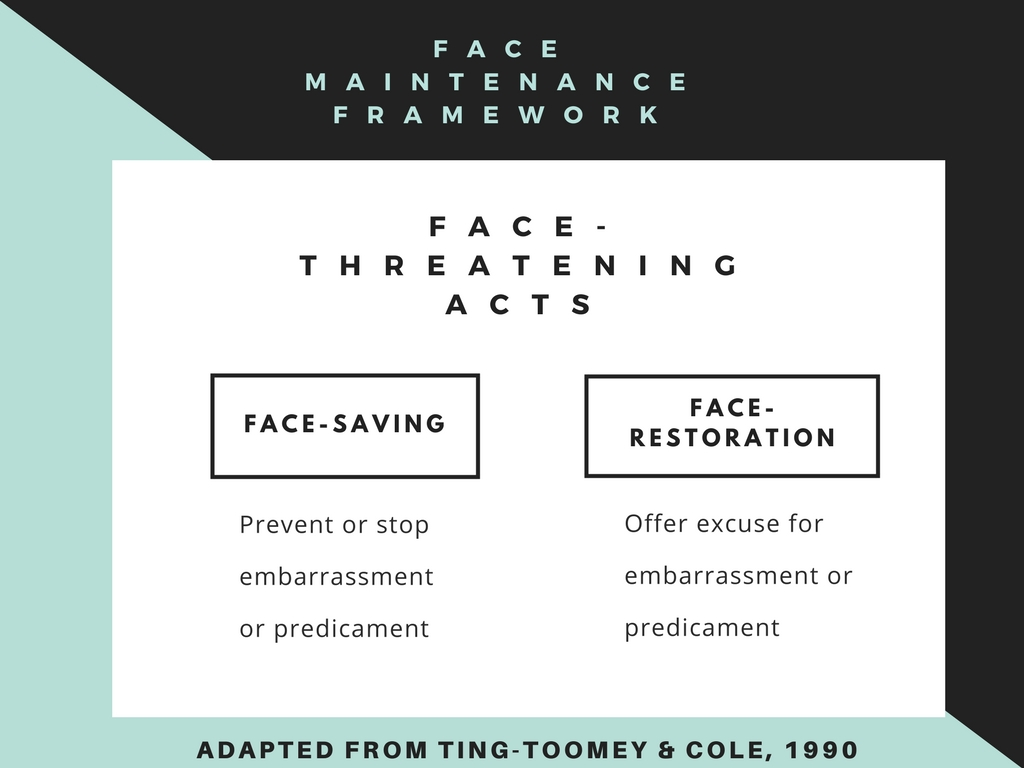
نظرية التفاوض على الوجه: إطار الحفاظ على الوجه (أو حفظ ماء الوجه)

نظرية تفاوض الوجه هي نظرية وضعتها ستيلا تينغ تومي Ting-Toomey في عام 1985، لفهم كيف يدير الناس على اختلاف ثقافاتهم كلا من علاقاتهم وخلافاتهم. افترضت النظرية أن «الوجه»، أو الصورة الذاتية للإنسان تعتبر شيئا محوريا عند التواصل مع الآخرين وهذه الظاهرة عالمية ومنتشرة في الثقافات المتعددة. ففي النزاعات على سبيل المثال، يعتبر وجه المرء مهدد؛ وبالتالي يميل الشخص إما لحفظ أو استعادة ماء وجهه. هذه المجموعة من السلوكيات التواصلية، وفقًا للنظرية، تسمى «عمل الوجه». تختلف نوعية تلك السلوكيات من شخص لآخر ومن ثقافة لأخرى لأن الأشخاص هم الذين يضعون المعنى المحدد لكلمة «وجه» وكذلك طريقة تفاعلات ذلك «الوجه»، فإن هذه النظرية تشكل إطارًا ثقافيًا عامًا لدراسة مفاوضات الوجوه. من المهم أن نلاحظ أن تعريف الوجه يختلف باختلاف الناس وثقافتهم ويمكن قول الشيء نفسه بالنسبة لإتقان عمل الوجه.

## خلفية
في هذه النظرية، يعتبر «الوجه» استعارة للصورة الذاتية، والتي نشأت عن مفهومين صينيين: lien وmianzi ، فكلمة لين Lien تمثل الوجه الأخلاقي الداخلي الذي يتضمن قضايا العار والنزاهة والفساد والشرف. بينما Mien-tzu من ناحية أخرى، يمثل الوجه الاجتماعي الخارجي الذي ينطوي على الاعراف الاجتماعية، والمنصب، والسلطة، والنفوذ والتأثير. أصل العالم إيرفينج جوفمان أيضًا منظور "الوجه" في الأبحاث الغربية المعاصرة ووضع تصورًا لمصطلحي «ليان» و "mien-tzu" باعتبارهما الهوية والأنا. وأشار أن «الوجه» كمنظور تواصلي يعتبر مصدر هام للحفاظ على صورة الشخص المتوقعة والتي عادة ما يتم التواصل معها بشكل فوري وعفوي وهذا المفهوم يرتبط بديناميات التفاعل الاجتماعي. يشير جوفمان أيضًا إلى أن الوجه هو جزء من الأداء، حيث يكون الأداء عبارة عن نشاط يومي يستخدمه كل فرد للتأثير على الآخرين. يمكن أن يُطوع أداء «الوجه» لصالح الآخرين أو لمصلحة المرء ذاته. ونتيجة لذلك يشير مصطلح «وجه العمل» إلى الإجراءات المتخذة للحفاظ على الاتساق بين الذات والناس. حدد العلماء شكلان من أشكال عمل الوجه وتشمل الجانب التعويضي والجانب الوقائي. بالنسبة للجانب التعويضي للوجه يُقصد به إعادة ماء الوجه بعد فقده؛ بينما الوجه الوقائي هو الفعل التواصلي لحماية الوجه من التهديد أو الإهراق. تشير المزيد من الأبحاث التي أجراها بينيلوب براون وستيفن ليفينسون حول المداراة إلى أن رغبة الوجه (بأن يكون محميا وغير مُراقاً) تشكل مصدر اهتمام عالمي. اقترح براون وليفينسون أيضًا أن الوجه يمكن أن يشير إلى رغبتين عند الفرد - الوجه الإيجابي الذي يستلزم موافقة الآخرين والوجه السلبي الذي يتطلب إعطاء الفرد مساحة من الحرية عن طريق عدم فرض رغبات الآخرين عليه. وبناء على ذلك نجد أن رغبات الوجه وكيفية المحافظة عليها تعتبر أكثر أهمية من التفاعل نفسه على ضوء نظرية التهذيب. يفترض الباحثان براون وليفينسون «أن هذا الوجه يمكن أن يستثمر عاطفياً، ويمكن أن يضيع، أو يُحافظ عليه، أو يُحسّن، ويجب أن يكون محورياً باستمرار في التفاعل». ركز براون وليفنسون على المعايير الخاصة بالثقافة، ولهذا السبب قررت تينغ تومي بناء نظريتها في التفاوض على هذه النظرية.
بالإضافة لنظرية التأدب الآنف ذكرها والتي تمحورت على مفهوم الوجه، فقد وسعت تينغ تومي منظور الوجه المفاهيمي باعتباره شعور الفرد المزعوم بالصورة الذاتية الاجتماعية المواتية في سياق شبكة من العلاقات. يُعرَّف عمل الوجه على أنه مجموعة من السلوكيات التواصلية التي تُستخدم لشحذ الوجه الذاتي ودعم وجه الشخص الآخر عن طريق تحديه أو تهديده أو دعمه.
مع هذه المفاهيم والأطر، تمحورت نظرية تفاوض الوجه في أساليب الصراع بين الثقافات. سواء كانت الخلافات متصورة أو فعلية فإنها عادة ما تدور حول ثلاث قضايا: المحتوى والعلاقة والهوية. يشير تعارض المحتوى إلى القضايا الموضوعية الخارجية للفرد المعني. بينما يشير الصراع العلائقي إلى كيفية تعريف الأفراد أو رغبتهم في تحديد العلاقة الخاصة في حلقة صراع محددة. يتعلق التعارض القائم على الهوية بقضايا أخرى مثل تأكيد الهوية ورفضها أواحترامها وعدم الموافقة عليها. وبهذه الطريقة، تميل قضايا الهوية عن كثب إلى عوامل توجه الوجه القائمة على الثقافة. يتم تهديد الوجه عن طريق انتهاك التوقع المحتمل لهذه الهوية. وهكذا، فإن نظرية تفاوض الوجه تنظر إلى الصراع بشكل عام، والصراع بين الثقافات على وجه الخصوص، كحالة تتطلب إدارة نشطة للوجه من الأطراف المرتبطة بالصراع. يمكن الإشارة أيضًا إلى أنه أثناء التفاوض على الوجه، يقوم الأفراد بالتفاوض وجهًا ليس فقط مع الآخرين، ولكن مع أنفسهم أيضًا.
مرت النظرية بافتراضات متعددة منذ إنشائها. ففي نسخة 1988 كان هناك سبعة افتراضات للنظرية يقابلها 12 اقتراحًا للوجه،  بينما في نسخة 1998 كان هناك سبعة افتراضات و 32 اقتراحًا،  وآخرها إصدار 2005 حيث كان هناك سبعة افتراضات مقابل 24 اقتراحًا.

## مكونات تفاوض الوجه

### الافتراضات
يعتبر «الوجه» كمنظور تواصلي وكذلك «عمل الوجه» كمنظور نظري من الظواهر العالمية. يشدد منظور نظرية تفاوض الوجه على تأثير الثقافة على المعنى الموجود للوجه وطريقة الوجه. وهكذا، تفترض النظرية ما يلي:
1. يستند التواصل في جميع الثقافات على الحفاظ على الوجه والتفاوض عليه.
2. تعتبر مشكلة التشكيك في الهويات من مشاكل الوجه المحورية.
3. تشكل الاختلافات في الثقافات الفردية مقابل الثقافات الصغيرة والصغيرة مقابل ثقافات المسافات الكبيرة شكلًا عميقًا لإدارة الوجه.
4. تفضل الثقافات الفردية أعمال الوجه ذات المنحى الفردي، بينما تفضل الثقافات الجماعية أعمال الوجه الأخرى الموجهة للجماعات.
5. تفضل الثقافات من ذوات المسافات القصيرة السلطة الضيقة في إطاريقول بأن «الأفراد متساوون»، بينما تفضل ثقافات مسافة السلطة الكبيرة إطارًا هرميًا (ينظر إلى السلطة بشكل هرمي من الأعلى إلى الأسفل).
6. يتأثر السلوك بالفروقات الثقافية والعوامل الفردية والعلائقية والموقفية.
7. الكفاءة في التواصل بين الثقافات تتطلب معرفة متراكمة وذهنية عالية.

#### أساليب تواصل الصراع
يتكون أسلوب الصراع من سلوكيات علمية يتم تطويرها من خلال التنشئة الاجتماعية داخل ثقافة الفرد. قام رحيم  بتصنيف أنماط الصراع إلى بعدين. يوضح البعد الأول الاهتمام بالنفس، ومدى أهمية أن يحافظ الفرد على وجهه أو وجه ثقافته (يتم تقييمه على اساس الإستمرارية من عالية إلى منخفضة) والثاني هو الاهتمام بالآخرين، ومدى أهمية مساعدة الفرد للآخرين على الحفاظ على وجوههم (مصنفة أيضًا على استمرارية عالية إلى منخفضة). يتم الجمع بين البعدين لإنشاء خمسة أنماط للتعامل مع الصراع. يختار الفرد عادةً أسلوبًا للتعامل مع الصراع استنادًا على أهمية حفظ وجهه ووجه الآخر.
أنماط التعامل مع الصراع
1. السيطرة : عندما يكون موقف أو هدف شخص ما فوق الآخر.
2. التجنب : عن طريق استبعاد موضوع النزاع أو طرف النزاع أو حالة الصراع تمامًا.
3. الالتزام : عندما تكون مصالح الشخص المنازع فوق مصلحة الشخص المعني.
4. التسوية : نهج التنازل عن العطاء والأخذ من أجل التوصل إلى اتفاق وسطي.
5. الدمج : إغلاق الحل حيث يكون الطرف المعني لديه قلق كبير على نفسه وعلى الآخر بحد سواء.

في عام 2000، قامت Ting-Toomey و Oetzel و Yee-Jung بدمج ثلاثة أنماط إضافية مع الأنواع الخمسة الأصلية للتعامل مع الصراع. هؤلاء الثلاثة عززوا التواصل في النزاعات عبر الثقافات. وهي كالتالي:
1. التعبير العاطفي - التعبير عن مشاعر الأشخاص من أجل التعامل مع الصراع والسيطرة عليه.
2. مساعدة الجهات الخارجية - لحل النزاعات عن طريق تجنيد مساعدة إضافية لإدارة التواصل.
3. عدواني سلبي - الرد على الصراع بطريقة ملتوية ولكنها تحمل طريقة سلبية وحيادية وتكمن عن طريق اللوم بشكل غير مباشر.

#### مجالات محتوى الوجه
تشير مجالات محتوى الوجه إلى الموضوعات المختلفة التي يشترك الفرد فيها. حيث أن للأفراد احتياجات مختلفة للوجه أو احتياجات للوجه في مجموعة متنوعة من المواقف التواصلية. هناك ستة مجالات يستطيع الفرد العمل بها:
1. الإستقلالية - تمثل رغبة الفرد من الآخرين الاعتراف باستقلاليته، والاكتفاء الذاتي، والخصوصية، والحدود، وعدم التعيين، وقضايا السيطرة، ورغبتنا في إعطاء الحرية للآخرين من خلال منحنا لإحتياجات الوجه الإستقلالي للآخرين.
2. التضمين - نحن بحاجة إلى أن ينظر لنا الآخرين على أنا جديرين بالصحبة، ومحبوبين، ومقبولين، وممتعين، وودودين، ومتعاونين.
3. الحالة - وهي حاجتنا بأن يُعجب الآخرين بمقتنياتنا أو مواردنا الملموسة وغير الملموسة: كالمظهر والجاذبية والسمعة والموقع والسلطة والقيمة المادية.
4. الموثوقية - نحتاج من الآخرين الإدراك بأننا جديرون بالثقة ويمكن الاعتماد علينا وبأنا موثوقين ومخلصين ومتسقين في الكلمات والأفعال.
5. الكفاءة - نحتاج من الآخرين التعرف على صفاتنا أو قدراتنا الاجتماعية مثل الذكاء والمهارات والخبرات والقيادة وبناء الفريق والتواصل والوساطة في النزاعات وطريقة إدارة الوجه ومهارات حل المشكلات.
6. الأخلاقية - وهي أن يحترم الآخرون إحساسنا بالنزاهة والكرامة والشرف والصلاحيات والأخلاق.

### المقترحات النظرية
يحتوي جوهر نظريات التفاوض حول الوجه على 24 اقتراحًا. تستند تلك الاقتراحات على سبعة فرضيات وخمس تصنيفات تم إثباتها في العديد من الحالات والدراسات. حيث يصف العلماء الوجه على ثلاثة مستويات من التواصل: ثقافي، فردي، وموقفي.
مقترحات المستوى الثقافي 
1. تعبر الثقافات الفردية في الغالب عن اهتمامات صيانة الوجه الذاتي بطريقة تختلف عن أعضاء الثقافة الجماعية.
2. تهتم الثقافات الجماعية بالحفاظ على وجه الآخرين أكثر من اهتمام الثقافات الفردية.
3. يهتم أعضاء الثقافات الجماعية بصيانة الوجه المتبادل أكثر من اهتمام أعضاء الثقافات الفردية.
4. يستخدم أعضاء الثقافات الفردية في الغالب استراتيجيات العمل المباشر والهيمنة في الصراع.
5. تميل الثقافات الجماعية إلى استخدام استراتيجيات التجنب أكثر من الثقافات الفردية.
6. يستخدم أعضاء الثقافات الجماعية استراتيجيات تكاملية أكثر من تلك التي يستخدمها أعضاء الثقافة الفردية.
7. تفضل الثقافات الفردية أساليب الصراع التي تتسم بالسيطرة أو التنافس أكثر من الثقافات الجماعية.
8. تستخدم الثقافات الفردية أساليب صراع معبرة أكثر من الثقافات الجماعية.
9. تستخدم الثقافات الفردية أساليب الصراع الأكثر عدوانية من أفراد الثقافات الجماعية.
10. تستخدم الثقافات الجماعية أساليب تجنب أكثر من الثقافات الفردية.
11. تستخدم الثقافات الجماعية أساليب الصراع الأكثر إلزاما من أفراد الثقافات الفردية.
12. تستخدم الثقافات الجماعية أساليب المساومة في النزاع أكثر من استخدام الثقافات الفردية.

مقترحات المستوى الفردي 
1. الذات المستقلة ترتبط إيجابيا بقلق الوجه الذاتي.
2. الذات المترابطة مرتبطة بشكل إيجابي بالقلق الآخر أو المتبادل.
3. ترتبط صيانة الوجه الذاتي بنمط الصراع المسيطر أو المتنافس.
4. ترتبط صيانة الوجه الآخر إما بتجنب أو إلزام أسلوب الصراع.
5. ترتبط صيانة الوجه الآخرإما بخرق أو بدمج أسلوب الصراع.
6. يرتبط التفسير الذاتي المستقل بأسلوب الصراع المسيطر أو المتنافس.
7. يرتبط الترابط الذاتي بالتزام أو تجنب الصراع.
8. يرتبط الترابط الذاتي مع التسوية أو الدمج في حال الصراع.
9. وترتبط ثنائية البناء مع المساومة أو الدمج على صعيد المستوى الفردي.
10. ترتبط المشاعر المختلطة بالإهمال أو بتدخل الطرف الثالث أثناء الصراع.

مقترحات على المستوى الموقفي 
1. تميل الشخصيات الفردية أو المستقلة ذاتيا إلى التعبير عن درجة أكبر من مخاوف صيانة الوجه الذاتي ومخاوف صيانة أقل لوجة الآخرين أثناء التعامل مع كل من حالات تعارض المجموعات الخارجية والداخلية.
2. كذلك تميل الشخصيات الجماعية أو المترابطة ذاتيا للقلق بدرجة أكبر على المساس بوجه الآخرين من أعضاء المجموعة الداخلية ودرجة أكبر من المخاوف لصيانة الوجه الذاتي لأعضاء المجموعات الخارجية في مواقف الصراع بين المجموعات.